# Sana Mouziane

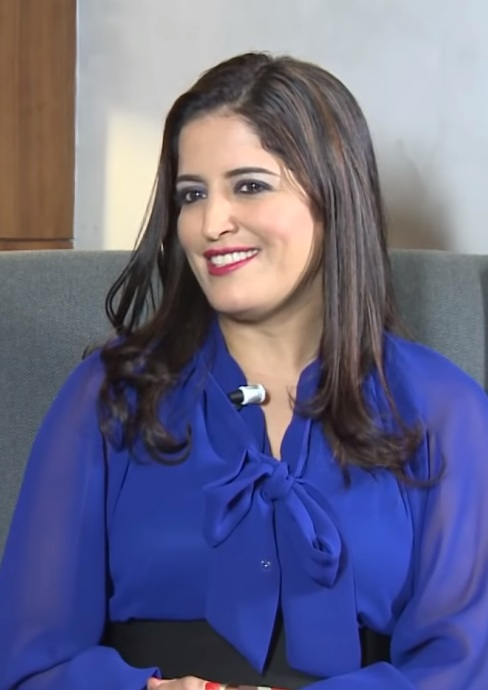
Sana Mouziane in 2015

Sana Mouziane (Casablanca, 1980) is een Marokkaans actrice en zangeres.
Na de scheiding van haar ouders werd ze grootgebracht door haar grootouders in Marrakesh. Tien jaar later hertrouwde haar moeder en verhuisde Mouziane samen met haar moeder en stiefvader naar Londen, wat vandaag nog steeds haar thuisbasis is. De interesse voor acteren kreeg ze van haar oom, die de artiestennaam Balkass draagt. Hij is een zeer bekend acteur / komiek in Marokko. Tijdens haar studie humaniora studeerde ze dans, zang en acteren. Later specialiseerde ze zich in muziek en dans aan het Kensington Chelsea College in Londen. Mouziane bracht haar eerste single uit in 2004. In 2007 kwam haar vijfde single uit. Deze werd vooral in het Midden-Oosten een hit. Op het einde van 2007 bracht ze haar eerste cd op de markt. Mouziane spreekt behalve Arabisch (de vier verschillende dialecten uit onder andere: Marokko, Egypte, Libië en Irak), ook vloeiend Engels, Frans en Nederlands.

## Film
| Jaar | Film                       | Regisseur           |
| ---- | -------------------------- | ------------------- |
| 2005 | Women in Search of Freedom | Inas El-Degheidy    |
| 2006 | Ashra Haramy               | Fakher Den Nageeda  |
| 2007 | Samira’s Garden            | Latif Lahlou        |
| 2008 | Los                        | Jan Verheyen        |
| 2014 | Son of God                 | Christopher Spencer |